# ريك أوستين (لاعب كرة قاعدة)
ريك أوستين (بالإنجليزية: Rick Austin)‏ هو لاعب كرة قاعدة أمريكي، ولد في 27 أكتوبر 1946 في سياتل في الولايات المتحدة.

## وصلات خارجية
- ريك أوستين على موقع الدوري الياباني لكرة القاعدة (الإنجليزية)
- ريك أوستين على موقعبيزبول رفرنس.كوم (الدوري الرئيسي) (الإنجليزية)
- ريك أوستين على موقعبيزبول رفرنس.كوم (الدوري الثانوي) (الإنجليزية)
- ريك أوستين على موقع مشجعي الرسوم البيانية (الإنجليزية)